# People’s National Movement
Die People’s National Movement (PNM) ist die am längsten amtierende und älteste aktive politische Partei in Trinidad und Tobago. Die Partei hat die nationale und lokale Politik während eines Großteils der Geschichte von Trinidad und Tobago dominiert und nahm an allen Wahlen seit 1956 teil. Infolgedessen wurde sie manchmal als Trinidad und Tobagos "wichtigste politische Partei" bezeichnet. Es gab vier PNM-Premierminister und mehrere Minister. Die Partei tritt für die Prinzipien des Liberalismus ein gilt im politischen Spektrum als Mitte-Links-Partei.

Wahlergebnis der Wahlen zum Repräsentantenhaus 2020

Die Partei wurde am 22. Juni 1955 von Eric Williams gegründet, der sich von Norman Manleys demokratischer sozialistischer Mitte-Links-Volkspartei in Jamaika inspirieren ließ. Sie gewann die Parlamentswahlen von 1956 und blieb 30 Jahre lang ununterbrochen an der Macht. Nach dem Tod von Williams im Jahr 1981 leitete George Chambers die Partei. Die Partei wurde bei den Parlamentswahlen 1986 besiegt und verlor gegen die National Alliance for Reconstruction (NAR). Unter der Führung von Patrick Manning kehrte die Partei 1991 nach dem Putschversuch des Jamaat al-Muslimeen von 1990 an die Macht zurück, verlor jedoch 1995 die Macht an den United National Congress (UNC). Die PNM verlor bei den Parlamentswahlen 2000 erneut gegen die UNC, aber eine Spaltung der UNC erzwang 2001 Neuwahlen. Diese Wahlen führten zu einem 18:18-Unentschieden im Repräsentantenhaus zwischen der PNM und der UNC, und Präsident Arthur N. R. Robinson ernannte Manning zum Premierminister. Manning war nicht in der Lage, einen Sprecher des Repräsentantenhauses zu wählen, gewann jedoch bei Neuwahlen im Jahr 2002 und erneut im Jahr 2007 eine klare Mehrheit, bevor er 2010 die Macht verlor. Bei den Wahlen 2015 unter Keith Rowley kehrte er an die Macht zurück mit dem besten Ergebnis seit den Parlamentswahlen von 1981: 51,7 Prozent der Stimmen und 23 der 41 Sitze. Bei den Parlamentswahlen 2020 gewann die PNM mit 22 Sitzen wieder die Mehrheit im Repräsentantenhaus.
In der zweiten Parlamentskammer, dem Senat, hält die PNM 16 von 31 Mitgliedern. Die Partei hat in 72 der 139 Gemeinderäte die Mehrheit und kontrolliert seit den Kommunalwahlen in Trinidad im Jahr 2019 sieben der 14 Regionen. Die Partei stellt seit den Wahlen zum Repräsentantenhaus von Tobago (House of Assembly) im Jahr 2021 6 von 12 Abgeordneten.

## Parteivorsitzende
| Vorsitzender | Vorsitzender    | Vorsitzender                | Amtszeit        | Amtszeit        | Position                    |
| ------------ | --------------- | --------------------------- | --------------- | --------------- | --------------------------- |
| 1            | Eric Williams   |                             | 22. Juni 1955   | 29. März 1981   | Premierminister 1955–1981   |
| 2            | George Chambers |                             | 30. März 1981   | 8. Februar 1987 | Premierminister 1981–1986   |
| 3            | Patrick Manning |                             | 8. Februar 1987 | 27. Mai 2010    | Oppositionsführer 1986–1991 |
| 3            | Patrick Manning | Premierminister 1991–1995   | 8. Februar 1987 | 27. Mai 2010    |                             |
| 3            | Patrick Manning | Oppositionsführer 1995–2001 | 8. Februar 1987 | 27. Mai 2010    |                             |
| 3            | Patrick Manning | Premierminister 2001–2010   | 8. Februar 1987 | 27. Mai 2010    |                             |
| 4            | Keith Rowley    |                             | 27. Mai 2010    | Amtsinhaber     | Oppositionsführer 2010–2015 |
| 4            | Keith Rowley    | Premierminister seit 2015   | 27. Mai 2010    | Amtsinhaber     |                             |